# 巴拉代尔区
巴拉代尔区是海地尼普省的區，位於該國南部，面積237.2平方公里，海拔高度362米，2015年該區人口47,060，人口密度每平方公里198.4人。